# Hausmühle
Die Hausmühle ist eine ehemalige Mühle in der Marktgemeinde Grafenschlag im Bezirk Zwettl in Niederösterreich.

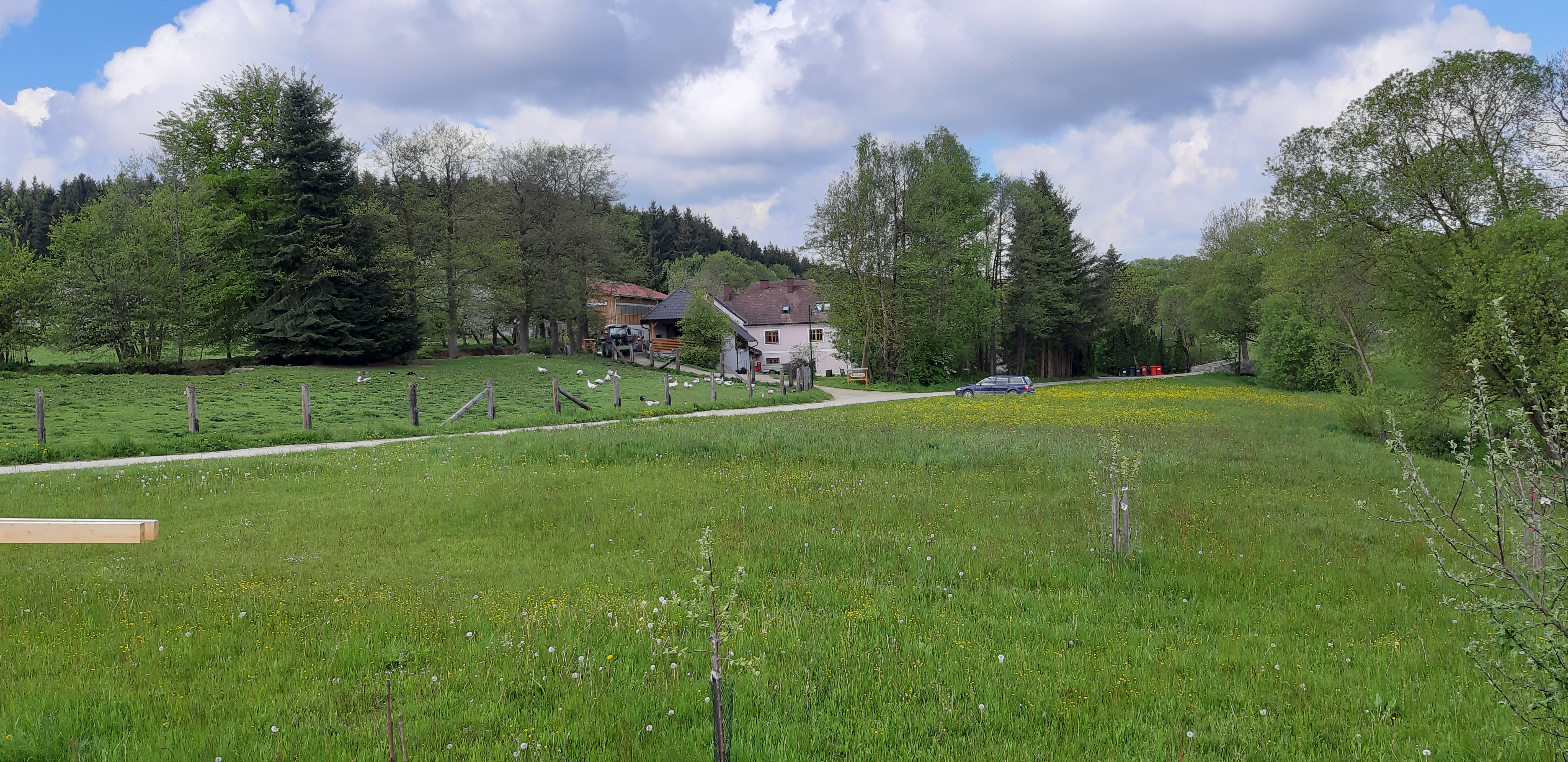
Blick auf die Hausmühle

## Lage
Die Einzellage befindet sich am Flusslauf des Purzelkamps westlich der Straße zwischen Rammelhof und Langschlag und gehört zur Katastralgemeinde Kleingöttfritz.

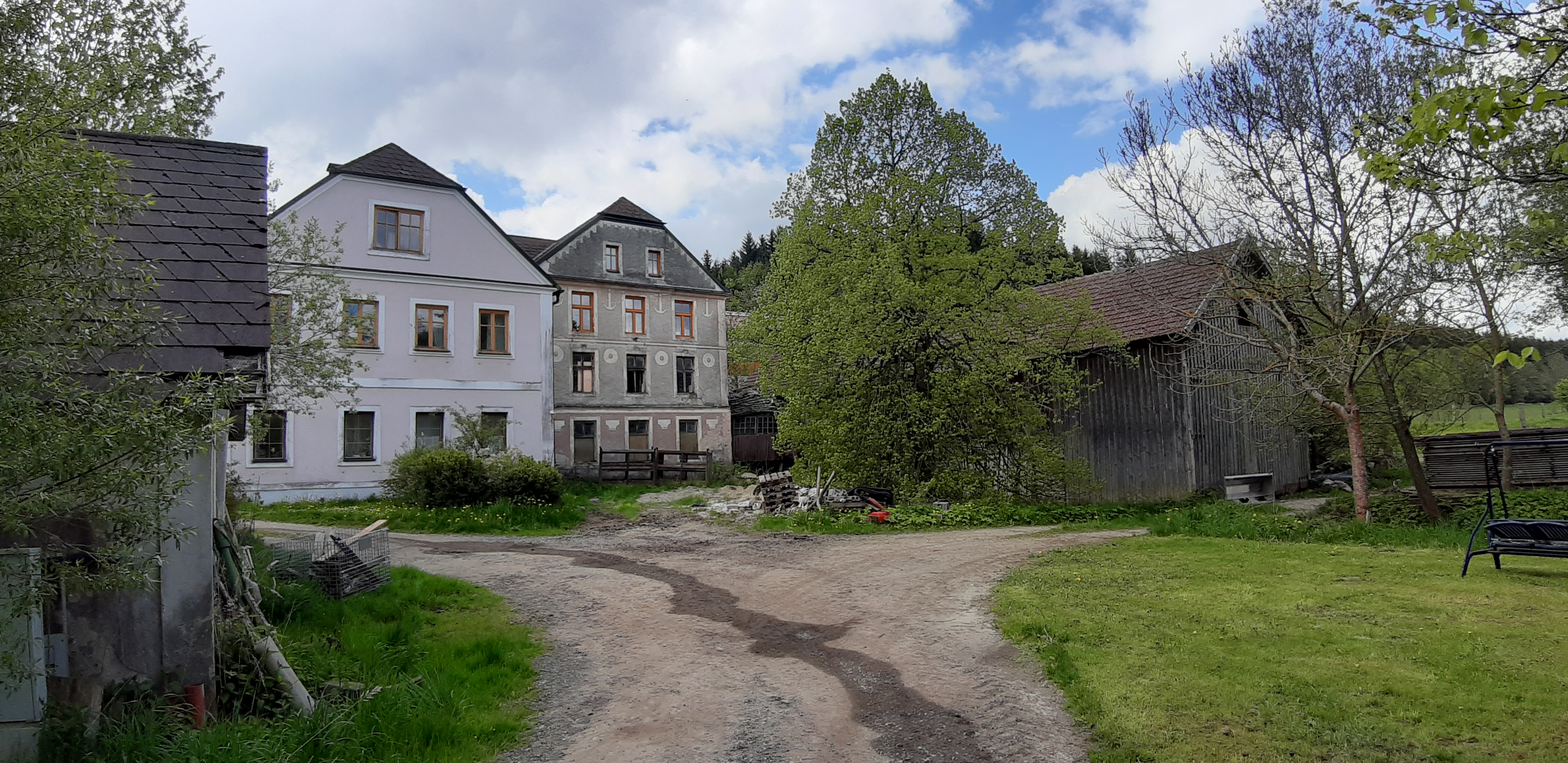
Blick auf Gebäude der Hausmühle

Auf der anderen Seite des Baches befindet sich der bereits 1310 erstmals erwähnte Haushof.

## Geschichte
Die Mühle wurde 1610 zum ersten Mal schriftlich als Haugsmüll genannt, bis in die 1960er Jahre wurde sie als Mahl- und Brettersägemühle betrieben.
Nach der Entstehung der Ortsgemeinden 1849 wurde sie ein Teil der Katastralgemeinde Kleingöttfritz in der Gemeinde Kleinnondorf und wurde nach deren Auflösung mit 1. Jänner 1967 ein Teil der Großgemeinde Grafenschlag.

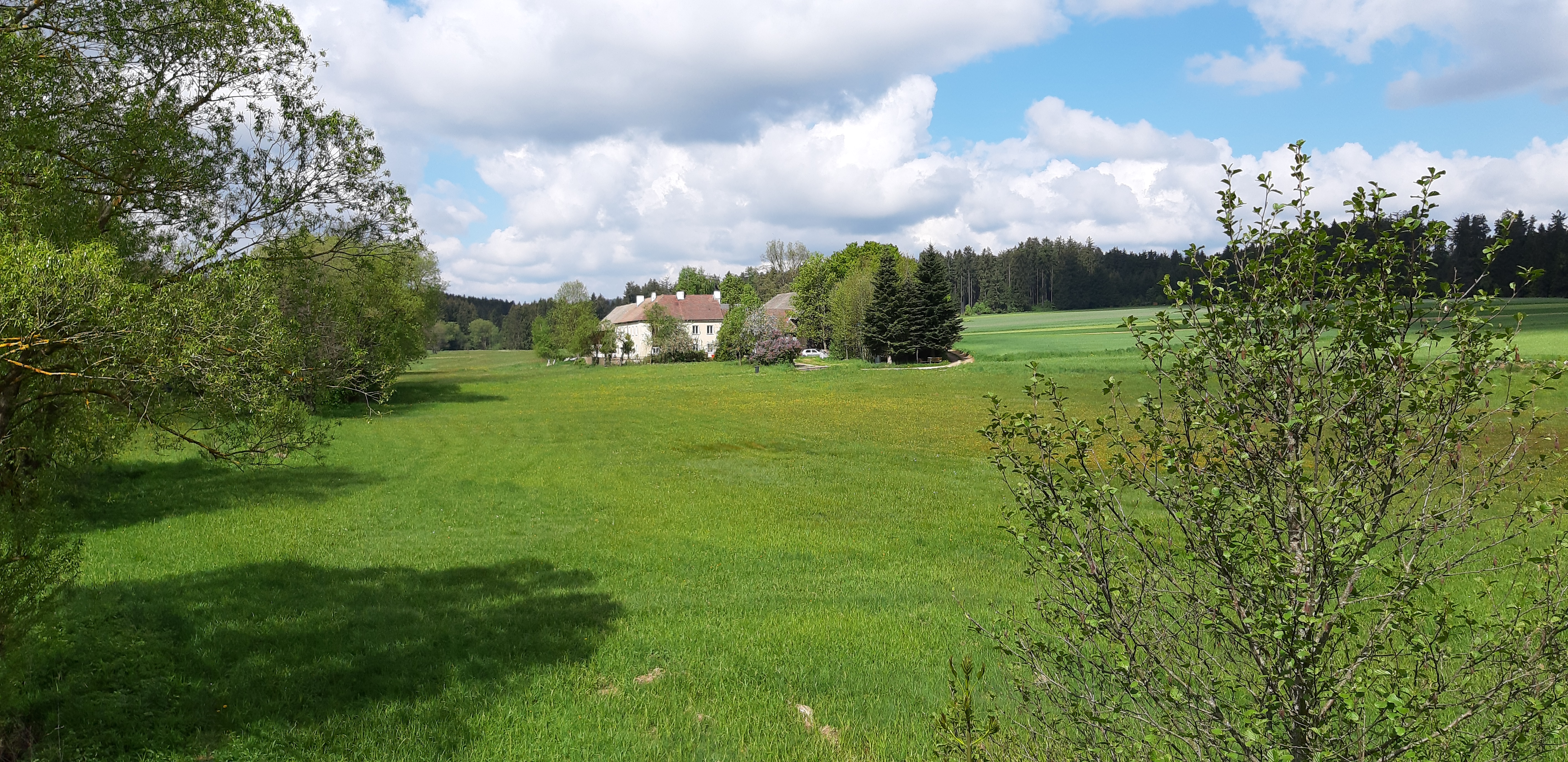
Blick auf den Haushof

Bereits 1794 kam die Hausmühle von der Pfarre Sallingberg zur Pfarre Grafenschlag. In den 2000er Jahren wurde hier durch die Anlage eines Teiches ein Biobetrieb für Gänsezucht mit Hofladen eingerichtet.